# Болеслав (Домбровський повіт)
Болеслав (пол. Bolesław) — село в Польщі, у гміні Болеслав Домбровського повіту Малопольського воєводства.
Населення — 551 особа (2011).
У 1975-1998 роках село належало до Тарновського воєводства.

## Демографія
Демографічна структура станом на 31 березня 2011 року:
|          | Загалом | Допрацездатний вік | Працездатний вік | Постпрацездатний вік |
| -------- | ------- | ------------------ | ---------------- | -------------------- |
| Чоловіки | 276     | 45                 | 196              | 35                   |
| Жінки    | 275     | 39                 | 163              | 73                   |
| Разом    | 551     | 84                 | 359              | 108                  |